# Flat Daddy
Als Flat Daddy werden lebensgroße, auf Pappe gezogene Fotografien von US-Soldaten bezeichnet, die im Zuge der Mission Enduring Freedom und des Irakkriegs im Ausland stationiert sind. Eingeführt wurden sie von der Direktorin des Familienprogramms der Nationalgarde in Maine, Barbara Claudel.
Die Flat Daddys erfreuen sich mittlerweile großer Beliebtheit unter den Soldatenfamilien, die ihren Flat Daddy überallhin mitnehmen.
Die Fotografien stoßen jedoch auch auf Unverständnis und Ablehnung, da viele Menschen mittlerweile gegen den Krieg im Irak sind.